# Jardí Espanyol
El Jardín Español va ser un teatre de Barcelona, situat al passeig de Gràcia, entre els actuals carrers de la Diputació i Gran Via. Va funcionar entre 1870 i 1900.

## Història
Va néixer com un més dels teatres d'estiu que van fundar-se a la vora del Passeig de Gràcia, fora de la ciutat antiga. S'hi accedia per un passatge entre dues cases, una de les quals, la del número 24, encara es conserva. Entre les dues cases, i per sobre del passatge, un arc de decoració arabitzant indicava "Teatro Español".
Va ser construït per l'empresari Miquel Grasset, amb un projecte de l'arquitecte Antoni Rovira i Trias. Tenia platea i un pis, i una capacitat de 2.000 persones.
El seu primer nom va ser el de Teatro Español. Incendiat el 18 de novembre de 1898, va ser reconstruït amb el nom de Jardí Espanyol.
La programació era de tipus popular, destinada a cridar el màxim nombre d'espectadors: comèdies, sainets, gènere buf, teatre en català i castellà, sarsueles, operetes...
Entre el 1895 i 1896, Urbà Fando i Rais va estrenar-hi diverses sarsueles, com El somni de la innocència i El trompeta de lanceros.